# Hutîsko-Tureanske, Busk
Hutîsko-Tureanske (în ucraineană Гутисько-Тур'янське) este un sat în comuna Turea din raionul Busk, regiunea Liov, Ucraina.

## Demografie
Componența lingvistică a localității Hutîsko-Tureanske
     Ucraineană (100%)
Conform recensământului din 2001, toată populația localității Hutîsko-Tureanske era vorbitoare de ucraineană (100%).